# Dècada del 2020
La dècada del 2020, s'inicià l'1 de gener de 2020 i finalitzarà al 31 de desembre de 2029.

## Esports
- 2022: 
  - Se celebren els XXIV Jocs Olímpics d'Hivern a Pequín, Xina, sent la primera vegada que una ciutat acolleix els Jocs Olímpics d'estiu i hivern, a causa que Pequín ja havia estat seu dels jocs d'estiu a 2008
  - Se celebrarà la Copa Mundial de Futbol de 2022, serà la primera vegada que es duguin a terme a l'Orient Mitjà a Qatar
- 2024: Se celebraran els XXXIII Jocs Olímpics d'Estiu, a París, França
- 2026: 
  - se celebraran els Jocs Olímpics d'Hivern XXV
  - Se celebrarà la Copa Mundial de Futbol de 2026 per primera vegada en 3 països Mèxic, Estats Units d'Amèrica i el Canadà, i per primera vegada amb 48 països
- 2028: Se celebraran els XXXIV Jocs Olímpics d'Estiu a Los Angeles, Estats Units

## Prediccions
- Es preveu que la sonda Voyager 2  deixi de transmetre a la Terra, en haver sobrepassat la frontera del nostre sistema solar
- Està previst el retorn de l'ésser humà a la Lluna. (Entre 2025 i 2030, segons el programa espacial xinès)
- Previsió de que, al final de la dècada, la població mundial hi haurà sobrepassat els 8000 milions de persones[1]

### Eclipsis
- Eclipsi total de sol del 14 de desembre de 2020
- Eclipsi total del 8 d'abril de 2024
- Eclipsi total del 12 d'agost de 2026

## Successos ficticis
- 2020-2023: tenen lloc els successos relatats en la sèrie de televisió The Last Man on Earth (L'últim home a la Terra)
- 2020: tenen lloc els successos relatats en l'episodi final de la sisena i última temporada de la sèrie de televisió nord-americana "Glee"
- 2022: tenen lloc els successos de la sèrie de televisió  El misteri d'Anubis  sobre el despertar de Robert Frobisher-Smythe després d'un somni de 100 anys
- 2022: tenen lloc els successos de la sèrie de novel·les lleugeres "Sword Art Online" entre aquest any i el 2026
- 2023: Tant el futur apocalíptic de  X-Men: dies del futur passat  com el futur alterat, prenen lloc aquest any
- 2023 (15 a 30 de maig): tenen lloc els successos del videojoc  Half-Life 2.
- 2024 (30 d'agost a 3 de setembre): tenen lloc la major part dels successos en l'episodi «Past Tense» de  Star Trek: Deep Space Nine
- 2025: tenen lloc els successos de la sèrie de televisió  Power Rangers S.P.D
- 2025: tenen lloc els successos de "Call of Duty Black Ops 2".
- 2026 (20 de maig): tenen lloc els successos del final de l'episodi «El dia en què morim», de la tercera temporada de la sèrie televisiva de ciència-ficció Fringe.
- 2027: tenen lloc els successos de  Deus Ex: Human Revolution
- 2027: tenen lloc els successos de la pel·lícula "Children of Men" en la qual la humanitat comença a extingir-se a causa que les dones ja no poden tenir fills
- 2029: La guerra contra les màquines de la pel·lícula  The Terminator  pren lloc aquest any, al mateix temps, les màquines envien un terminator a l'any 1984 mitjançant un viatge espaciotemporal.
- 2030: tenen lloc algunes escenes de l'animi  The Robotech Masters.
- 2030: tenen lloc alguns successos de la sèrie  How I Met Your Mother.